# Церква Всіх Святих (Мюнхен)
Церква Всіх Святих ам Кройц (нім. Allerheiligenkirche am Kreuz, нім. Kreuzkirche) — римо-католицька філійна церква в історичному центрі міста Мюнхен (федеральна земля Баварія), на вулиці Кройцштрассе; побудована в XV столітті як цвинтарна церква, звернена на південь — що було незвичайно для того періоду; пізньоготичний будинок храму входить до списку пам'яток архітектури міста.

## Історія та опис
Внаслідок розширення міста Мюнхена, що сталося за правління імператора Людвіга IV Баварського, кількість городян зросла настільки, що цвинтарі двох міських церков — Святого Петра та Пресвятої Діви Марії — вже не могли вмістити всі поховання. У зв'язку з цим обидва цвинтарі перенесли на околицю міста, але вони, як і раніше, залишалися в межах міських мурів.
1478 року цвинтар парафії Святого Петра перенесли в район Гакенфіртель («in dem Haggen»). Місцевий архітектор Йорг фон Гальсбах (Jörg von Halspach, пом. 1488), відомий також як Ґанґгофер, спроєктував нову цвинтарну церкву і керував її будівництвом. Будівля храму була звернена на південь, що було незвичним рішенням до XIX століття: оскільки будь-яка орієнтація, окрім східної, не схвалювалася Римською курією — особливо для цвинтарних церков — у зв'язку з тим, що повернення Ісуса Христа очікувалося саме зі сходу. Гальсбах спроєктував просту цегляну будівлю зі шпилем і чотирма критими фронтонами. 1485 року храм освятили як церкву Всіх Святих «ам Кройц» (am Kreuz); у період після 1493 року церкву доповнили вежею-дзвіницею — вежу зробили вищою після 1506 року.
У XVII—XVIII століттях до будівлі зробили додаткові прибудови, а саме вона кілька разів перебудовувалася: так в 1620 будівлю перебудували в стилі бароко. У наві збереглося готичне склепіння, що підтримується східчастими контрфорсами. Галереї храму звели в 1722—1726 роках. Уже в XIX столітті, в 1814 році, Кройцькірхе знову «реготизовано» в період домінування історизму. Інтер'єр храму оновили 1936 року.
Після Другої світової війни, у 1947—1949 роках, церкву перебудовано в дещо зменшеному вигляді. У дзвіниці все ще є два дзвони, відлиті у XVIII та XIX століттях. Компанія «Carl Schuster & Sohn» з Мюнхена побудувала сьогоднішній орган на шість регістрів. Будівля церкви є пам'яткою архітектури: вона входить до списку пам'яток від Баварського державного управління за номером D-1-62-000-3639.